# セス・ロメロ
セス・ダニエル・ロメロ（Seth Daniel Romero, 1996年4月19日 - ）は、アメリカ合衆国テキサス州ブラゾリア郡ウエストコロンビア出身のプロ野球選手（投手）。左投左打。現在は、フリーエージェント（FA）。

## 経歴

### プロ入り前
2015年に入学したヒューストン大学では1年次に7勝4敗1セーブ、防御率1.94といきなり結果を残し将来が期待されていたが、2016年2月にチームに有害な行為をしたとして無期限出場停止処分となった。既にドラフト1巡目候補として名前が挙がっていた2017年4月に規則違反で2度目の出場停止処分を受け、最終的にチームを解雇されている。

### プロ入りとナショナルズ時代
2017年のMLBドラフト1巡目（全体25位）でワシントン・ナショナルズから指名され、プロ入り。契約後、傘下のルーキー級ガルフ・コーストリーグ・ナショナルズでプロデビュー。A-級オーバーン・ダブルデイズでもプレーし、2球団合計で7試合に先発登板して0勝1敗、防御率4.91、35奪三振を記録した。
2018年はメジャーのスプリングトレーニングに参加したが、球団規定違反のため途中で帰宅命令を受けた。開幕後はA級ヘイガーズタウン・サンズでプレーし、7試合に先発登板して0勝1敗、防御率3.91、34奪三振を記録した。また9月にはトミー・ジョン手術を受けた。
2019年は前年の手術の影響で全休した。
2020年8月13日にメジャー契約を結んでアクティブ・ロースター入りし、同日のニューヨーク・メッツ戦でメジャーデビュー。メジャーで3試合に登板後、誤って階段で滑って（利き腕ではない）右手を骨折し、8月24日に負傷者リスト入り。復帰することなくシーズンを終了した。
2021年は、ルーキー級、A級、AA級、AAA級の4球団で合計11試合に登板し、0勝2敗、防御率4.54を記録した。
2022年は開幕前の1月14日に飲酒運転の容疑で逮捕され、保釈金5000ドルで釈放された。4月7日に左脹脛の肉離れのため60日間の負傷者リスト入りし、シーズン初登板は8月20日と大幅に出遅れた。この年はルーキー級とAA級で合計6試合に登板し、防御率3.68を記録したが、この年2度目の飲酒運転による起訴が発覚した11月14日に自由契約となった。
2023年はいずれの球団にも所属しなかった。

### 独立リーグ時代
2024年5月7日にアメリカン・アソシエーションのクリーバーン・レイルローダーズと契約した。しかし、2試合（4イニング）に登板して9失点、防御率20.25という成績に終わり、わずか8日後の5月15日に自由契約となった。

## 投球スタイル
平均93mph（約149.7km/h）速球にスライダー、チェンジアップを操る。

## 詳細情報

### 年度別投手成績
| 年 度    | 球 団    | 登 板 | 先 発 | 完 投 | 完 封 | 無 四 球 | 勝 利 | 敗 戦 | セ 丨 ブ | ホ 丨 ル ド | 勝 率 | 打 者 | 投 球 回 | 被 安 打 | 被 本 塁 打 | 与 四 球 | 敬 遠 | 与 死 球 | 奪 三 振 | 暴 投 | ボ 丨 ク | 失 点 | 自 責 点 | 防 御 率 | W H I P |
| -------- | -------- | ----- | ----- | ----- | ----- | -------- | ----- | ----- | -------- | ----------- | ----- | ----- | -------- | -------- | ----------- | -------- | ----- | -------- | -------- | ----- | -------- | ----- | -------- | -------- | ------- |
| 2020     | WSH      | 3     | 0     | 0     | 0     | 0        | 0     | 0     | 0        | 1           | ----  | 18    | 2.2      | 5        | 1           | 3        | 0     | 0        | 5        | 1     | 0        | 4     | 4        | 13.50    | 3.00    |
| MLB：1年 | MLB：1年 | 3     | 0     | 0     | 0     | 0        | 0     | 0     | 0        | 1           | ----  | 18    | 2.2      | 5        | 1           | 3        | 0     | 0        | 5        | 1     | 0        | 4     | 4        | 13.50    | 3.00    |

- 2022年度シーズン終了時

### 年度別守備成績
| 年 度 | 球 団 | 投手（P） | 投手（P） | 投手（P） | 投手（P） | 投手（P） | 投手（P） |
| 年 度 | 球 団 | 試 合     | 刺 殺     | 補 殺     | 失 策     | 併 殺     | 守 備 率  |
| ----- | ----- | --------- | --------- | --------- | --------- | --------- | --------- |
| 2020  | WSH   | 3         | 0         | 1         | 1         | 0         | .500      |
| MLB   | MLB   | 3         | 0         | 1         | 1         | 0         | .500      |

- 2022年度シーズン終了時

### 背番号
- 96（2020年）